# العلاقات الغينية الكورية الشمالية
العلاقات الغينية الكورية الشمالية هي العلاقات الثنائية التي تجمع بين غينيا وكوريا الشمالية.

## مقارنة بين البلدين
هذه مقارنة عامة ومرجعية للدولتين:
| وجه المقارنة                                              | غينيا       | كوريا الشمالية                        |
| --------------------------------------------------------- | ----------- | ------------------------------------- |
| المساحة (كم2)                                             | 245.86 ألف  | 120.54 ألف                            |
| عدد السكان (نسمة)                                         | 12.72 مليون | 25.49 مليون                           |
| الكثافة السكانية (ن./كم²)                                 | 51.74       | 211.47                                |
| العاصمة                                                   | كوناكري     | بيونغيانغ                             |
| اللغة الرسمية                                             | لغة فرنسية  | لغة كوريا الشمالية القياسية ‏          |
| العملة                                                    | فرنك غيني   | وون كوري شمالي                        |
| الناتج المحلي الإجمالي (بليون دولار)                      | 10.50 مليار |                                       |
| الناتج المحلي الإجمالي (تعادل القوة الشرائية) بليون دولار | 15.24 مليار |                                       |
| الناتج المحلي الإجمالي الاسمي للفرد دولار أمريكي          | 531         |                                       |
| الناتج المحلي الإجمالي للفرد دولار أمريكي                 | 1.22 ألف    |                                       |
| مؤشر التنمية البشرية                                      | 0.411       |                                       |
| رمز المكالمات الدولي                                      | +224        | +850                                  |
| رمز الإنترنت                                              | .gn         | .kp                                   |
| المنطقة الزمنية                                           | 00          | ت ع م+08:30، ت ع م+08:30، ت ع م+09:00 |

## منظمات دولية مشتركة
يشترك البلدان في عضوية مجموعة من المنظمات الدولية، منها:
| علم المنظمة | اسم المنظمة             | تاريخ انضمام غينيا | تاريخ انضمام كوريا الشمالية |
| ----------- | ----------------------- | ------------------ | --------------------------- |
|             | يونسكو                  | 2 فبراير 1960      | 18 أكتوبر 1974              |
|             | الاتحاد البريدي العالمي | ?                  | ?                           |
|             | الأمم المتحدة           | 12 ديسمبر 1958     | 17 سبتمبر 1991              |

## وصلات خارجية
- موقع وزارة الخارجية الكورية الشمالية